# Oleg Wiktorowitsch Petrow
Oleg Wiktorowitsch Petrow (russisch Олег Викторович Петров; * 18. April 1971 in Moskau, Russische SFSR) ist ein ehemaliger russischer Eishockeyspieler. Zwischen 1992 und 2003 absolvierte er 402 Spiele in der National Hockey League für die Montréal Canadiens und Nashville Predators, in denen er 73 Tore und 121 Assists erzielte. Anschließend stand er lange beim EV Zug aus der National League A unter Vertrag, ehe er seine Karriere bei Ak Bars Kasan, Atlant Mytischtschi und Lokomotive Jaroslawl aus der Kontinentalen Hockey-Liga ausklingen ließ. Nach seinem Karriereende im Dezember 2013 gehörte er dem Trainerstab von Lokomotive an.

## Karriere
Oleg Petrow begann seine Karriere beim russischen Serienmeister HK ZSKA Moskau, mit dem er 1991 den Spengler Cup gewann. Im gleichen Jahr wurde er beim NHL Entry Draft 1991 an 127. Stelle von den Montréal Canadiens ausgewählt und wechselte 1992 erstmals in die NHL. 1993 gewann er mit den Montréal Canadiens den Stanley Cup, obwohl er nur in einem Playoff-Spiel eingesetzt wurde. In den folgenden Jahren pendelte er immer zwischen dem Farmteam der Canadiens, den Fredericton Canadiens in der AHL und dem NHL-Kader hin und her, ohne sich endgültig in der NHL zu etablieren. Daher entschied er sich 1996, nach Europa zu wechseln – zunächst in die italienische Serie A, später in die NLA zum HC Ambrì-Piotta, für den er drei Spielzeiten bestritt und sich zu einem Topscorer der NLA entwickelte (z. B. Saison 1997/98: 40 Spiele, 30 Tore und 63 Assists und noch 11 Tore und 11 Assists in 20 Playoff-Spielen).
Nach der Teilnahme an der Weltmeisterschaft 1998 entschied Petrow sich zur Rückkehr in die NHL. Er spielte zusammen mit dem Kapitän der Canadiens, Saku Koivu in einer Reihe und verbesserte seine Punktausbeute kontinuierlich. In der Saison 2000/01 setzte er persönliche Rekorde mit 17 Toren und 30 Assists und konnte in der folgenden Saison noch 7 Tore mehr erzielen. Nach einem durchwachsenen Start in die Spielzeit 2002/03 wurde er dann zu den Nashville Predators transferiert.
In der Saison 2003/2004 kehrte Petrow in die Schweiz zurück und unterschrieb beim HC Servette Genève. Ein Jahr später nahm ihn der EV Zug für drei Jahre unter Vertrag und Petrow avancierte mit 29 Treffern zum besten Torschützen der NLA-Hauptrunde. Im Oktober 2007 wurde er von Ak Bars Kasan verpflichtet, die damit auf den schlechten Saisonstart reagierten und an den EVZ eine Ablösesumme von 300.000 Franken zahlen. Nach Jukka Hentunen war er damit der zweite Spieler, der in der Saison 2007/08 aus der NLA nach Kasan wechselte. Von 2009 bis 2011 spielte Petrow für Atlant Mytischtschi. Anschließend war er vereinslos, ehe er sich im November 2011 seinem Ex-Klub Ak Bars Kasan anschloss.
Zwischen August 2012 und Januar 2013 stand er beim HK Spartak Moskau unter Vertrag, ehe er von Spartak gegen Daniil Jerdakow von Lokomotive Jaroslawl eingetauscht wurde.
Nach seinem Karriereende im Dezember 2013 gehörte er in der Saison 2013/14 dem Trainerstab von Lokomotive an.

### International
1989 vertrat Petrow zum ersten Mal sein Heimatland bei einem internationalen Turnier, der Junioren-Europameisterschaft 1989. Zwei Jahre später war er Mitglied der U20-Nationalmannschaft, die bei der Junioren-WM 1991 die Silbermedaille gewann.
Bei der WM 1998 und 1999 belegte er mit der russischen Nationalmannschaft Platz fünf, 2000 erreichte die Sbornaja mit Petrow im Kader nur Platz elf.
Außerdem nahm er am World Cup of Hockey 2004 teil, wurde aber in keinem Spiel eingesetzt.

## Erfolge und Auszeichnungen
- 1989 Goldmedaille bei der Junioren-Europameisterschaft
- 1991 Silbermedaille bei der Junioren-Weltmeisterschaft
- 1991 Spengler-Cup-Gewinn mit dem HK ZSKA Moskau
- 1993 Stanley-Cup-Gewinn mit den Montréal Canadiens
- 1994 NHL All-Rookie Team
- 1998 Bester Vorlagengeber der Nationalliga A (63)
- 1998 Topscorer der Nationalliga A (93)
- 1998 IIHF-Continental-Cup-Gewinn mit dem HC Ambrì-Piotta
- 1998 Bester Stürmer des IIHF Continental Cups
- 1999 Stürmer des Jahres in der Nationalliga A
- 1999 Topscorer (87) und bester Vorlagengeber (52) der Nationalliga A
- 2005 Bester Torschütze der Nationalliga A
- 2009 Gagarin-Pokal-Gewinn mit Ak Bars Kasan

## Karrierestatistik

### International
| Vertrat die UdSSR bei: - U18-Junioren-Europameisterschaft 1989 - U20-Junioren-Weltmeisterschaft 1991 | Vertrat Russland bei: - Weltmeisterschaft 1998 - Weltmeisterschaft 1999 - Weltmeisterschaft 2000 |

(Legende zur Spielerstatistik: Sp oder GP = absolvierte Spiele; T oder G = erzielte Tore; V oder A = erzielte Assists; Pkt oder Pts = erzielte Scorerpunkte; SM oder PIM = erhaltene Strafminuten; +/− = Plus/Minus-Bilanz; PP = erzielte Überzahltore; SH = erzielte Unterzahltore; GW = erzielte Siegtore; 1 Play-downs/Relegation; Kursiv: Statistik nicht vollständig)